# Hautot-l'Auvray
Hautot-l'Auvray är en kommun i departementet Seine-Maritime i regionen Normandie i norra Frankrike. Kommunen ligger i kantonen Ourville-en-Caux som tillhör arrondissementet Le Havre. År 2022 hade Hautot-l'Auvray 308 invånare.

## Befolkningsutveckling
Antalet invånare i kommunen Hautot-l'Auvray
| Referens: INSEE |